# Yuna (piosenkarka)
Yuna, właśc. Yunalis binti Mat Zara’ai (ur. 14 listopada 1986 w Alor Setar) – malezyjska piosenkarka.
W 2017 r. jako pierwsza osoba z Malezji została nominowana do BET Awards.

## Życiorys
Swoje pierwsze teksty zaczęła pisać w wieku 14 lat. Kiedy miała 19 lat, zaczęła uczyć się gry na gitarze i po raz pierwszy wystąpiła wtedy przed publicznością.
W 2009 roku Yuna założyła swoją wytwórnię YRR Music z siedzibą w Kuala Lumpur. W początkowym zamyśle piosenkarka miała wydawać jedynie swoje utwory, jednak po czasie YRR rozwinęło się i aktualnie wydaje muzyki niezależnych artystów indie, pomaga im w rozwoju kariery, w pisaniu tekstów oraz w produkcji. 

## Dyskografia (wybór)
- 2010: Decorate
- 2012: Yuna
- 2012: Terukir di Bintang
- 2013: Nocturnal
- 2015: Material
- 2016: Chapters
- 2019: Rouge